# (4037) Ikeya
(4037) Ikeya (1987 EC) – planetoida z pasa głównego asteroid okrążająca Słońce w ciągu 4,63 lat w średniej odległości 2,78 j.a. Odkryta 2 marca 1987 roku.